# Llista de topònims d'Alcanó
Llista de topònims (noms propis de lloc) del municipi d'Alcanó, al Segrià
Informació actualitzada per un bot. Els canvis manuals es perdran quan s'actualitzi!

## cabana
| imatge | Nom                            | Ubicat a | instància de | Detalls | coordenades                                                          | Protecció | Commons (més fotos) | Dades a WD                    |
| ------ | ------------------------------ | -------- | ------------ | ------- | -------------------------------------------------------------------- | --------- | ------------------- | ----------------------------- |
|        | cobert del Ramon               | Alcanó   | cabana       |         | 41° 29′ 02″ N, 0° 36′ 46″ E / 41.4837679637338°N,0.612898645587354°E |           |                     | Modifica les dades a Wikidata |
|        | cobert del Ramon Préixens      | Alcanó   | cabana       |         | 41° 28′ 47″ N, 0° 37′ 47″ E / 41.479856791922°N,0.629761305417148°E  |           |                     | Modifica les dades a Wikidata |
|        | corral del Perico              | Alcanó   | cabana       |         | 41° 28′ 41″ N, 0° 36′ 57″ E / 41.4780908103708°N,0.615789728179855°E |           |                     | Modifica les dades a Wikidata |
|        | corrals del Xana               | Alcanó   | cabana       |         | 41° 28′ 07″ N, 0° 37′ 36″ E / 41.4685374720877°N,0.626797097233182°E |           |                     | Modifica les dades a Wikidata |
|        | era de la Guilla               | Alcanó   | cabana       |         | 41° 28′ 39″ N, 0° 37′ 15″ E / 41.4774184874055°N,0.620724518441538°E |           |                     | Modifica les dades a Wikidata |
|        | era de la Mossa                | Alcanó   | cabana       |         | 41° 28′ 52″ N, 0° 36′ 22″ E / 41.4811219753371°N,0.606061342880947°E |           |                     | Modifica les dades a Wikidata |
|        | era del Borni                  | Alcanó   | cabana       |         | 41° 28′ 59″ N, 0° 36′ 54″ E / 41.4830917101644°N,0.615031427703145°E |           |                     | Modifica les dades a Wikidata |
|        | era del Cabaler                | Alcanó   | cabana       |         | 41° 28′ 49″ N, 0° 36′ 39″ E / 41.480196°N,0.610925°E                 |           |                     | Modifica les dades a Wikidata |
|        | era del Guarda                 | Alcanó   | cabana       |         | 41° 28′ 37″ N, 0° 37′ 04″ E / 41.4768370288492°N,0.617871594474998°E |           |                     | Modifica les dades a Wikidata |
|        | era del Josep Maria de l'Enric | Alcanó   | cabana       |         | 41° 29′ 08″ N, 0° 37′ 14″ E / 41.4856646904734°N,0.620542477380216°E |           |                     | Modifica les dades a Wikidata |
|        | era del Marsellès              | Alcanó   | cabana       |         | 41° 29′ 00″ N, 0° 37′ 13″ E / 41.483407334658°N,0.620265794753938°E  |           |                     | Modifica les dades a Wikidata |
|        | era del Merequildo             | Alcanó   | cabana       |         | 41° 28′ 58″ N, 0° 36′ 43″ E / 41.4826416198715°N,0.612005807368552°E |           |                     | Modifica les dades a Wikidata |
|        | era del Mingo Jover            | Alcanó   | cabana       |         | 41° 28′ 44″ N, 0° 37′ 19″ E / 41.4789651901194°N,0.621913445962724°E |           |                     | Modifica les dades a Wikidata |
|        | era del Minguet                | Alcanó   | cabana       |         | 41° 28′ 57″ N, 0° 36′ 46″ E / 41.4824145373678°N,0.612780667903611°E |           |                     | Modifica les dades a Wikidata |
|        | era del Pallerola              | Alcanó   | cabana       |         | 41° 28′ 40″ N, 0° 37′ 29″ E / 41.4776694147641°N,0.624583582372749°E |           |                     | Modifica les dades a Wikidata |
|        | era del Pobre                  | Alcanó   | cabana       |         | 41° 28′ 52″ N, 0° 37′ 12″ E / 41.4811612074005°N,0.620096506320128°E |           |                     | Modifica les dades a Wikidata |
|        | era del Ramon                  | Alcanó   | cabana       |         | 41° 28′ 50″ N, 0° 36′ 46″ E / 41.4804616133378°N,0.612852379068342°E |           |                     | Modifica les dades a Wikidata |
|        | era del Sebastiano             | Alcanó   | cabana       |         | 41° 28′ 49″ N, 0° 36′ 44″ E / 41.4802574597231°N,0.612129311053208°E |           |                     | Modifica les dades a Wikidata |

## masia
| imatge | Nom                                 | Ubicat a | instància de | Detalls | coordenades                                                          | Protecció | Commons (més fotos) | Dades a WD                    |
| ------ | ----------------------------------- | -------- | ------------ | ------- | -------------------------------------------------------------------- | --------- | ------------------- | ----------------------------- |
|        | Casa del Ramon de Magdalena         | Alcanó   | masia        |         | 41° 28′ 51″ N, 0° 37′ 08″ E / 41.4809717047229°N,0.618774040895313°E |           |                     | Modifica les dades a Wikidata |
|        | Mas de Sant Roc                     | Alcanó   | masia        |         | 41° 26′ 55″ N, 0° 36′ 41″ E / 41.4486356162008°N,0.611266781082527°E |           |                     | Modifica les dades a Wikidata |
|        | Mas de l'Àngel de la Norata         | Alcanó   | masia        |         | 41° 27′ 35″ N, 0° 37′ 50″ E / 41.459688943011°N,0.63053979040032°E   |           |                     | Modifica les dades a Wikidata |
|        | Mas de la Font del Ros              | Alcanó   | masia        |         | 41° 28′ 05″ N, 0° 37′ 59″ E / 41.4680985074788°N,0.633027743122681°E |           |                     | Modifica les dades a Wikidata |
|        | Mas de la Neus del Ramon de Mallada | Alcanó   | masia        |         | 41° 27′ 51″ N, 0° 38′ 13″ E / 41.4642803472431°N,0.636998210776334°E |           |                     | Modifica les dades a Wikidata |
|        | Mas del Blaiet del Pau              | Alcanó   | masia        |         | 41° 28′ 25″ N, 0° 38′ 07″ E / 41.4737476045767°N,0.635312993430311°E |           |                     | Modifica les dades a Wikidata |
|        | Mas del Corcó                       | Alcanó   | masia        |         | 41° 27′ 34″ N, 0° 39′ 10″ E / 41.4593680651329°N,0.652645286029889°E |           |                     | Modifica les dades a Wikidata |
|        | Mas del Flix                        | Alcanó   | masia        |         | 41° 27′ 45″ N, 0° 36′ 01″ E / 41.4623860848213°N,0.60033332524279°E  |           |                     | Modifica les dades a Wikidata |
|        | Mas del Josep Maria del Soré        | Alcanó   | masia        |         | 41° 28′ 14″ N, 0° 39′ 04″ E / 41.4706604510243°N,0.651231880216633°E |           |                     | Modifica les dades a Wikidata |
|        | Mas del Josep del Sec               | Alcanó   | masia        |         | 41° 28′ 05″ N, 0° 35′ 56″ E / 41.4681305902375°N,0.598959896529676°E |           |                     | Modifica les dades a Wikidata |
|        | Mas del Lluís                       | Alcanó   | masia        |         | 41° 27′ 36″ N, 0° 36′ 34″ E / 41.4599846042255°N,0.609569058141171°E |           |                     | Modifica les dades a Wikidata |
|        | Mas del Lluís de l'Alejandro        | Alcanó   | masia        |         | 41° 27′ 34″ N, 0° 36′ 18″ E / 41.4593210206274°N,0.604948072327654°E |           |                     | Modifica les dades a Wikidata |
|        | Mas del Macià                       | Alcanó   | masia        |         | 41° 28′ 09″ N, 0° 38′ 20″ E / 41.4690288070169°N,0.638849376351893°E |           |                     | Modifica les dades a Wikidata |
|        | Mas del Mallada                     | Alcanó   | masia        |         | 41° 28′ 11″ N, 0° 39′ 20″ E / 41.4696472117565°N,0.655423640075127°E |           |                     | Modifica les dades a Wikidata |
|        | Mas del Mingo Jover                 | Alcanó   | masia        |         | 41° 27′ 39″ N, 0° 38′ 33″ E / 41.460834866224°N,0.64247084471369°E   |           |                     | Modifica les dades a Wikidata |
|        | Mas del Pobre                       | Alcanó   | masia        |         | 41° 28′ 08″ N, 0° 35′ 57″ E / 41.468943120923°N,0.59906959817738°E   |           |                     | Modifica les dades a Wikidata |
|        | Mas del Ramon d'Estopà              | Alcanó   | masia        |         | 41° 29′ 09″ N, 0° 37′ 47″ E / 41.4857538544006°N,0.629654082025262°E |           |                     | Modifica les dades a Wikidata |
|        | Mas del Rata                        | Alcanó   | masia        |         | 41° 27′ 52″ N, 0° 35′ 52″ E / 41.4644677669664°N,0.597801958916211°E |           |                     | Modifica les dades a Wikidata |
|        | Mas del Víctor de l'Estanc          | Alcanó   | masia        |         | 41° 28′ 01″ N, 0° 35′ 53″ E / 41.467°N,0.598108°E                    |           |                     | Modifica les dades a Wikidata |
|        | Mas del Xana                        | Alcanó   | masia        |         | 41° 27′ 58″ N, 0° 37′ 51″ E / 41.4660459591615°N,0.630887270266341°E |           |                     | Modifica les dades a Wikidata |

## muntanya
| imatge | Nom                  | Ubicat a                         | instància de | Detalls | coordenades                                                         | Protecció | Commons (més fotos) | Dades a WD                    |
| ------ | -------------------- | -------------------------------- | ------------ | ------- | ------------------------------------------------------------------- | --------- | ------------------- | ----------------------------- |
|        | Roca del Vell        | Granyena de les Garrigues Alcanó | muntanya     |         | 41° 27′ 21″ N, 0° 39′ 00″ E / 41.45574444°N,0.65010361°E 321.9 msnm |           |                     | Modifica les dades a Wikidata |
|        | Roques d'en Barda    | Alcanó                           | muntanya     |         | 41° 29′ 02″ N, 0° 36′ 21″ E / 41.484°N,0.6059°E 255.8 msnm          |           |                     | Modifica les dades a Wikidata |
|        | Tossal Gros (Alcanó) | Alcanó Alfés                     | muntanya     |         | 41° 28′ 49″ N, 0° 38′ 36″ E / 41.4803°N,0.643275°E 309.5 msnm       |           |                     | Modifica les dades a Wikidata |

## serra
| imatge | Nom                   | Ubicat a                         | instància de | Detalls | coordenades                                                         | Protecció | Commons (més fotos) | Dades a WD                    |
| ------ | --------------------- | -------------------------------- | ------------ | ------- | ------------------------------------------------------------------- | --------- | ------------------- | ----------------------------- |
|        | Serra de les Ferreres | Alcanó                           | serra        |         | 41° 27′ 52″ N, 0° 38′ 01″ E / 41.46451667°N,0.63355667°E 275.7 msnm |           |                     | Modifica les dades a Wikidata |
|        | serra de Campestés    | Alcanó Granyena de les Garrigues | serra        |         | 41° 26′ 53″ N, 0° 37′ 59″ E / 41.44803333°N,0.63317222°E 333.5 msnm |           |                     | Modifica les dades a Wikidata |

## Misc
| imatge | Nom                               | Ubicat a | instància de                                   | Detalls                                 | coordenades                                                                             | Protecció                                            | Commons (més fotos)            | Dades a WD                    |
| ------ | --------------------------------- | -------- | ---------------------------------------------- | --------------------------------------- | --------------------------------------------------------------------------------------- | ---------------------------------------------------- | ------------------------------ | ----------------------------- |
|        | Alcanó                            | Alcanó   | entitat singular de població capital municipal | 240 hab                                 | 41° 28′ 50″ N, 0° 37′ 00″ E / 41.48064°N,0.61659°E 231 msnm                             |                                                      |                                | Modifica les dades a Wikidata |
|        | Castell d'Alcanó                  | Alcanó   | castell                                        | Estil: arquitectura gòtica 12nd century | 41° 28′ 53″ N, 0° 37′ 00″ E / 41.481439°N,0.616712°E ca:Plaça Major, 4, Alcanó 214 msnm | bé d'interès cultural bé cultural d'interès nacional | Castell d'Alcanó               | Modifica les dades a Wikidata |
|        | Granja de Cal Peret de l'Alzineta | Alcanó   | granja                                         |                                         | 41° 28′ 58″ N, 0° 37′ 05″ E / 41.4827782367334°N,0.618156930151288°E                    |                                                      |                                | Modifica les dades a Wikidata |
|        | Sant Pere d'Alcanó                | Alcanó   | església                                       | Estil: arquitectura barroca             | 41° 28′ 52″ N, 0° 37′ 03″ E / 41.48112°N,0.617494°E                                     | bé cultural d'interès local                          | Església de Sant Pere (Alcanó) | Modifica les dades a Wikidata |
|        | Tossal Gross                      | Alcanó   | vèrtex geodèsic                                | Alt: 1.2m                               | 41° 28′ 49″ N, 0° 38′ 36″ E / 41.48036°N,0.643284°E 309.42 msnm                         |                                                      |                                | Modifica les dades a Wikidata |
|        | casa consistorial d'Alcanó        | Alcanó   | casa consistorial                              |                                         | 41° 28′ 50″ N, 0° 37′ 02″ E / 41.480532366912406°N,0.6172356891325289°E                 |                                                      |                                | Modifica les dades a Wikidata |